# Беспорядки в Великобритании (2024)
Протесты и массовые беспорядки в Великобритании начались 30 июля 2024 года после убийства детей в Саутпорте. Они стали самыми крупными в стране после беспорядков 2011 года.

## Предыстория
29 июля 2024 года в детской танцевальной студии в Саутпорте произошло ножевое нападение, в ходе которого трое детей были убиты и ещё десять человек получили ранения. Преступник, 17-летний гражданин Великобритании Аксель Рудакубана, сын иммигрантов-христиан из Руанды, был арестован на месте происшествия. Юноше были предъявлены обвинения в убийстве, в покушении и хранении холодного оружия.
Сразу после атаки в социальных сетях появилась дезинформация о личности злоумышленника, в том числе о его миграционном статусе и якобы мусульманском вероисповедании; не последнюю роль в распространении фейка сыграли ультраправые аккаунты.

## Ход событий
Вечером 30 июля возле Аткинсона на Истбанк-сквер состоялось всенощное бдение, на котором присутствовали тысячи людей. Там и рядом с местом нападения были оставлены цветы и рукописные записки.
31 июля вспыхнули протесты в городе Хартлпул графства Дарем. Протестующие кидали в сотрудников полиции яйца, стеклянные бутылки. Также была проведена акция протеста у отеля, в котором размещались мигранты в Олдершоте. Полиция Хэмпшира сообщила о толпе из 200 человек, причем меньшинство бросало предметы и подвергало людей расовым оскорблениям.
1 августа в центре Лондона начались беспорядки возле резиденции премьера Великобритании. Полицией было задержано около ста человек.
Вечером 2 августа протестующие начали собираться на Кильской площади Сандерленда для марша по центру города, протестующих сопровождала конная полиция в защитном снаряжении. Полиция и протестующие начали столкновения у мечети на Сент-Маркс. Протестующие подожгли полицейский участок.
3 августа в Англии прошли массовые протесты правых активистов. В Лидсе около 150 протестующих скандировали лозунги «Мусульмане-педофилы прочь с нашей улицы» и «остановите лодки». В Кингстон-апон-Халл протестующие напали на отель, в котором проживали просители убежища, бросая кирпичи и разбивая окна, а в Ливерпуле ультраправые протестующие бросали кирпичи в полицию.
Британский депутат Прити Пател призвала срочно собрать парламент, который ушёл на каникулы, в связи с массовыми беспорядками после трагической гибели детей в Саутпорте.
4 августа протестующие попытались поджечь гостиницу Holiday Inn Express в городе Ротерем в Великобритании, в которой проживали беженцы. Демонстранты против иммиграции в масках забросали здание предметами, разбили несколько окон и подожгли здание. Позже протестующие напали на второй отель, в котором размещались мигранты. Они подожгли дверной проем, разбили окна и забросали полицию бутылками с зажигательной смесью.
5 августа премьер-министр Великобритании Кир Стармер провёл встречу с чрезвычайным правительственным комитетом на фоне не прекращающихся уже шесть дней выступлений против иммигрантов и именно с этого дня СМИ Англии прекратили печатать новости и прочие сообщения о беспорядках и, особенно, имени главного виновника-убийцы детей.